# Mercantilismo

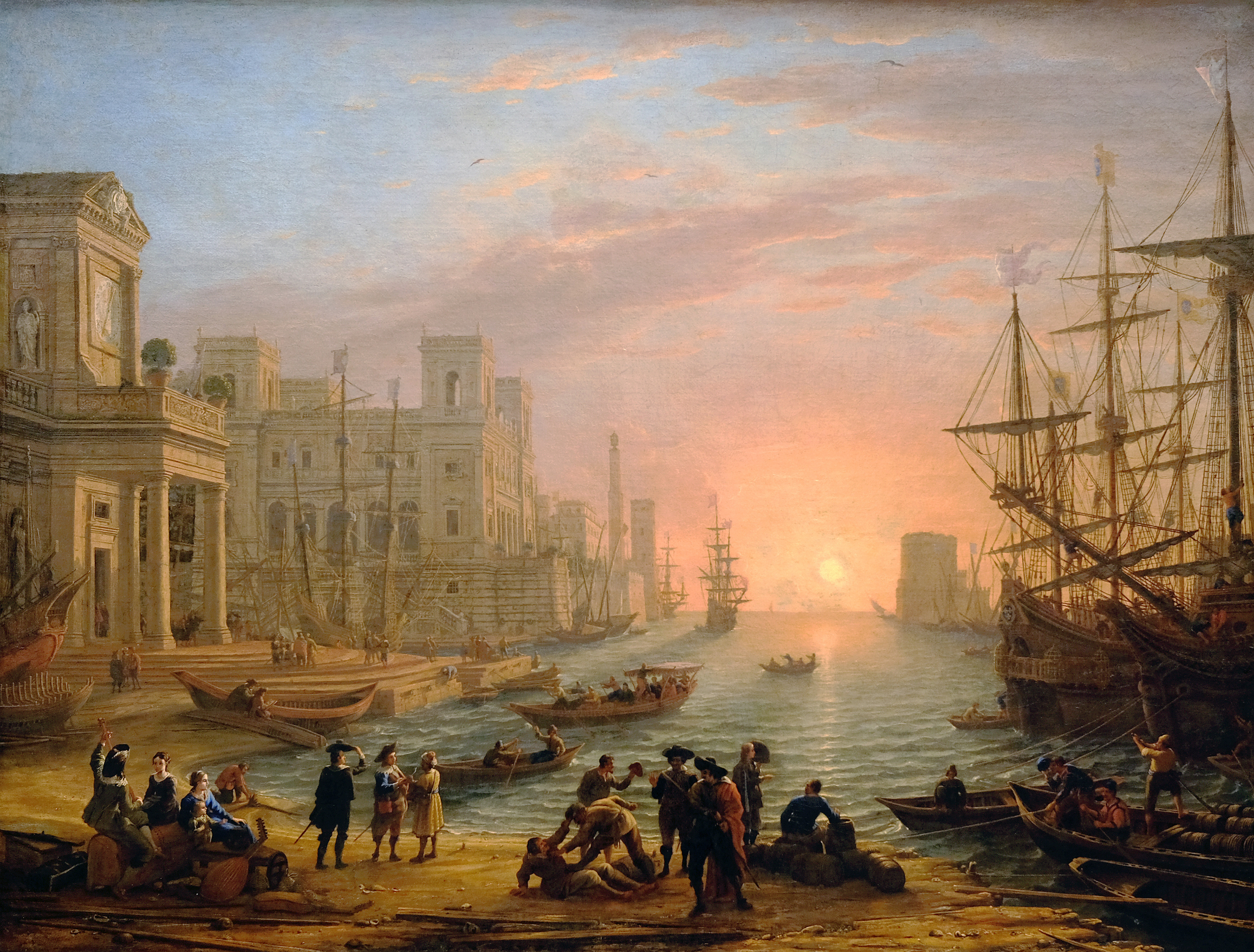
Cuadro de Claudio de Lorena que representa un puerto de mar en 1639, en el momento cumbre del mercantilismo.

Se denomina mercantilismo a un conjunto de ideas políticas y económicas que se desarrollaron durante los siglos XV, XVI y la primera mitad del XVIII en Europa. Se caracterizó por una fuerte intervención del Estado en la economía, coincidente con el desarrollo del absolutismo monárquico.
Consistió en una serie de medidas que se centraron en tres ámbitos: las relaciones entre el poder político y la actividad económica, la intervención del Estado en la economía y el control de la moneda. Así, estas medidas tendieron a la regulación estatal de la economía, la unificación del mercado interno, el crecimiento de la población, el aumento de la producción propia —controlando recursos naturales y mercados exteriores e interiores, protegiendo la producción local de la competencia extranjera, subsidiando empresas privadas y creando monopolios privilegiados—, la imposición de aranceles a los productos extranjeros y el incremento de la oferta monetaria —mediante la prohibición de exportar metales preciosos y la acuñación inflacionaria—, siempre con vistas a la multiplicación de los ingresos fiscales. Estas actuaciones tuvieron como finalidad última la formación de un Estado-nación lo más fuerte posible.
El mercantilismo entró en crisis a finales del siglo xviii y prácticamente desapareció para mediados del XIX, ante la aparición de las nuevas teorías fisiócratas y liberales, las cuales ayudaron a Europa a recuperarse de la profunda crisis del siglo xvii y las guerras revolucionarias francesas.
Se denomina neomercantilismo a la periódica resurrección de estas prácticas e ideas.

## Introducción
El mercantilismo es el conjunto de ideas económicas que consideran que la prosperidad de un Estado depende del  capital que pueda tener, y que el volumen global de comercio mundial es inalterable. El capital, que está representado por los metales preciosos que el Estado tiene en su poder, se incrementa sobre todo mediante una balanza comercial positiva con otras naciones (o, lo que es lo mismo, que las exportaciones sean superiores a las importaciones). El mercantilismo sugiere que el gobierno dirigente de una nación debería buscar la consecución de esos objetivos mediante una política proteccionista sobre su economía, tal vez favoreciendo la exportación y desfavoreciendo la importación, sobre todo mediante la imposición de aranceles. La política económica basada en estas ideas a veces recibe el nombre de «sistema mercantilista».
Los pensadores mercantilistas preconizan el desarrollo económico por medio del enriquecimiento de las naciones gracias al comercio exterior, lo que permite encontrar salida a los excedentes de la producción. El Estado adquiere un papel primordial en el desarrollo de la riqueza nacional, al adoptar políticas proteccionistas, y en particular estableciendo barreras arancelarias y medidas de apoyo a la exportación.

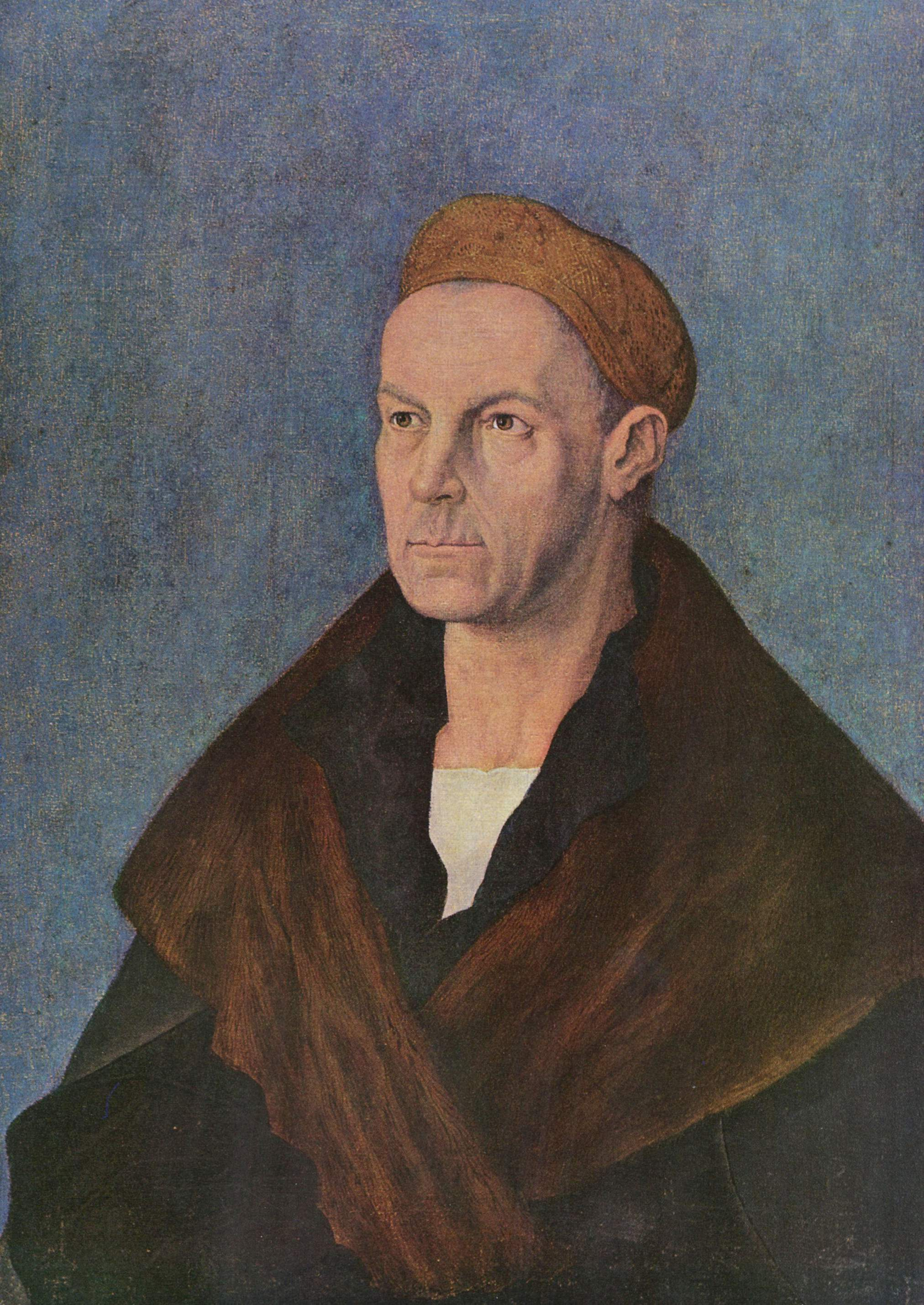
Jakob Fugger el Rico, pintado por Alberto Durero (1519) justo cuando estaba realizando el «negocio del siglo»: el préstamo a Carlos I de España que le permitió convertirse en Emperador, al financiar los cuantiosos sobornos a los príncipes electores. Los impuestos con los que se pensaba devolver el crédito fueron una de las causas de la Guerra de las Comunidades en Castilla. Poco antes, la venta de indulgencias para financiar la construcción de San Pedro de Roma, encendieron, también en Alemania, la Reforma luterana. Resulta comprensible que en la época se entendiese a la economía como algo explicable desde un punto de vista secular, no únicamente religioso, un juego de suma cero en que solo se gana lo que otro pierde y estrechamente vinculado al poder político.

El mercantilismo marca el final de la forma clásica de entender la economía en la Edad Media (la crematística), inspirada en Aristóteles y Platón, que rechazaba la acumulación de riquezas y los préstamos con interés (vinculados al pecado de usura) debido a que la práctica totalidad de la actividad económica estaba basada en la agricultura, siendo el comercio muy limitado y reducido a nivel local. Esta nueva corriente económica surge como un derivado del capitalismo iniciado en la Italia renacentista (siglo xiv) y en una época en la que las incipientes monarquías europeas deseaban disponer del máximo dinero posible para sus cuantiosos gastos. Las teorías mercantilistas buscaban satisfacer esa demanda, y desarrollaron una dialéctica basada en el enriquecimiento. Esta corriente se basaba en un sistema de análisis de los flujos económicos muy simplificado en el que, por ejemplo, no se tenía en cuenta el papel que desempeñaba el sistema social.
Fue la teoría predominante durante toda la Edad Moderna (desde el siglo xvi hasta el xviii), época que aproximadamente indica el surgimiento de la idea del Estado y la formación económico-social conocida como Antiguo Régimen en Europa Occidental. En el ámbito nacional, el mercantilismo llevó a los primeros casos de intervención y significativo control estatal sobre la economía, y fue en este periodo en el que se fue estableciendo gran parte del sistema capitalista moderno. Internacionalmente, el mercantilismo sirvió indirectamente para impulsar muchas de las guerras europeas del periodo, y sirvió como causa y fundamento del imperialismo europeo, dado que las grandes potencias de Europa luchaban por el control de los mercados disponibles en el mundo.
Como agente unificador tendente a la creación de un Estado nacional soberano, el mercantilismo tuvo en contra dos fuerzas: Una, más espiritual-jurídica que política-económica, fueron los poderes universales: la Iglesia y el Imperio, la otra, de carácter predominantemente económico fue el particularismo local, con la dificultad que produce a las comunicaciones y la pervivencia de la economía natural (en determinadas zonas los ingresos del Estado eran en especie y no en dinero); mientras que la pretensión mercantilista es que el mercado cerrado sea sustituido por el mercado nacional y las mercancías como medida de valor y medio de cambio sean remplazadas por el oro. El mercantilismo ve la intervención del Estado como el medio más eficaz para el desarrollo económico.
Otra tendencia del mercantilismo era robustecer hacia el exterior el poder del Estado, subordinando la actividad económica hacia ese objetivo, e interesándose por la riqueza en cuanto sirva de base para ella. El liberalismo considerará a la riqueza como preciosa para el individuo, y por ende, digna de ser alcanzada como fin en sí misma: si el particular no debe pensar más que enriquecerse, es un hecho puramente natural e involuntario que la riqueza de los ciudadanos contribuya a aumentar la riqueza del Estado. En cambio, para los mercantilistas, la riqueza privada es simplemente un medio, y como tal se subordina al Estado y a sus fines de dominio.
A lo largo de este periodo durante el cual las hipótesis evolucionaron, aparece una literatura compleja, que da idea de que existe una corriente vagamente unificada. En el siglo xix, se extenderá por la mayoría de las naciones europeas, adaptándose a las características nacionales. Entre las escuelas mercantilistas se distinguen: el bullionismo (o «mercantilismo español») que propugna la acumulación de metales preciosos; el colbertismo (o «mercantilismo francés») que por su parte se inclina hacia la industrialización; y el comercialismo (o «mercantilismo británico») que ve en el comercio exterior la fuente de la riqueza de un país.
A partir de esa época, las cuestiones económicas dejan de pertenecer a los teólogos. La Edad Moderna marca un giro con la progresiva autonomía de la economía frente a la moral y la religión así como frente a la política. Esta enorme ruptura se realizará por medio de consejeros de los gobernantes y por los comerciantes. Esta nueva disciplina llegará a ser una verdadera ciencia económica con la fisiocracia. Entre los muchos autores mercantilistas, hay que destacar a Martín de Azpilcueta (1492-1586), Tomás de Mercado (1525-1575), Jean Bodin (1530-1596), Antoine de Montchrestien (1576-1621), o William Petty (1623-1687).
La confianza en el mercantilismo comenzó a decaer a finales del siglo xviii, momento en el que las teorías de Adam Smith y de otros economistas clásicos fueron ganando favor en el Imperio británico, y en menor grado en el resto de Europa (con la excepción de Alemania, en donde la Escuela Histórica de Economía fue la más importante durante todo el siglo xix y comienzos del xx). Adam Smith, que lo critica con dureza en su obra titulada Una investigación sobre la naturaleza y causas de la riqueza de las naciones (conocida comúnmente como La riqueza de las naciones), califica el mercantilismo como una «economía al servicio del Príncipe».
Curiosamente, y si bien había sido una antigua colonia británica, los Estados Unidos de América no se adhirieron a la economía clásica, sino al régimen económico que fue llamado «American system» o «sistema estadounidense» (una forma de neo-mercantilismo) a través de las políticas de Alexander Hamilton, Henry Clay, Abraham Lincoln y por lo que más tarde serían las prácticas económicas del Partido Republicano, que a su vez se reflejaron en las políticas de los historicistas alemanes y economistas como Friedrich List. Esto duró hasta el surgimiento del New Deal tras la crisis de 1929.
Hoy en día la teoría del mercantilismo es rechazada por la mayoría de los economistas, si bien algunos de sus elementos en ocasiones son vistos de forma positiva por algunos, entre los cuales cabe citar a Ravi Batra, Pat Choate, Eammon Fingleton, o Michael Lind.

## Doctrina económica mercantilista

### El mercantilismo, conjunto de ideas económicas
Casi todos los economistas europeos de entre 1500 y 1750 se consideran hoy en día como mercantilistas. Sin embargo, estos autores no se veían a sí mismos como partícipes de una sola ideología económica, sino que el término fue acuñado por Víctor Riquetti, marqués de Mirabeau en 1763, y fue popularizado por Adam Smith en 1776. De hecho, Adam Smith fue la primera persona en organizar formalmente muchas de las contribuciones de los mercantilistas en su libro La riqueza de las naciones. La palabra procede de la palabra latina mercāri ('comprar, adquirir, comerciar'), de la que deriva el término mercantil, en el sentido de llevar a cabo un negocio. Fue utilizada inicialmente solo por los críticos a esta teoría, tales como Mirabeau y Smith, pero pronto fue adoptada por los historiadores.
El mercantilismo en sí no puede ser considerado como una teoría unificada de economía. En realidad no hubo escritores mercantilistas que presentasen un esquema general de lo que sería una economía ideal, tal y como Adam Smith haría más adelante para la economía clásica. En su lugar, el escritor mercantilista tendía a enfocar su atención en un área específica de la economía. Sería después del periodo mercantilista cuando los estudiosos que vinieron posteriormente integrasen las diversas ideas en lo que llamarían mercantilismo, como por ejemplo Eli F. Heckscher que ve en los escritos de la época a la vez un sistema de poder político, un sistema de reglamentación de la actividad económica, un sistema proteccionista y también un sistema monetario con la teoría de la balanza comercial. Sin embargo, algunos teóricos rechazan completamente la idea misma de una teoría mercantilista, argumentando que da «una falsa unidad a hechos dispares». El historiador del pensamiento económico Mark Blaug hace notar que el mercantilismo fue calificado con el paso del tiempo como «molesto equipaje», «diversión de historiografía», y de «gigantesco globo teórico».
Hasta cierto punto, la doctrina mercantilista en sí misma hacía imposible que existiese una teoría general económica. Los mercantilistas veían el sistema económico como un juego de suma cero, en donde la ganancia de una de las partes suponía la pérdida de otra, o siguiendo la famosa máxima de Jean Bodin «no hay nada que alguien gane que otro no pierda» (Los seis libros de la República). Por tanto, cualquier sistema de políticas que beneficiasen a un grupo por definición también harían daño a otro u otros, y no existía la posibilidad de que la economía fuese empleada para maximizar la riqueza común, o el bien común. Parece que los escritos de los mercantilistas se hubieran hecho para justificar a posteriori una serie de prácticas, más que para evaluar su impacto y determinar así el mejor modo de llevarlas a término.
El mercantilismo es, por tanto, una doctrina o política económica que aparece en un periodo intervencionista y describe un credo económico que prevaleció en la época de nacimiento del capitalismo, antes de la Revolución industrial.
Las primeras teorías mercantilistas desarrolladas a principios del siglo XVI estuvieron marcadas por el bullionismo (del inglés bullion: oro en lingotes). A ese respecto, Adam Smith escribía:

La doble función que cumple el dinero, como instrumento de comercio y como medida de los valores, ha hecho que se produzca de modo natural esa idea popular de que el dinero hace la riqueza, o que la riqueza consiste en la abundancia de oro y plata... Se razona de la misma manera con respecto a un país. Un país rico es aquel en el que abunda el dinero, y el medio más sencillo de enriquecer el suyo, es amasar el oro y la plata... Debido al creciente éxito de estas ideas, las diferentes naciones de Europa se han dedicado, aunque sin demasiado éxito, a buscar y acumular oro y plata de todas las maneras posibles. España y Portugal, poseedores de las principales minas que proveen a Europa de esos metales, han prohibido su exportación amenazando con graves represalias, o la han sometido a enormes tasas. Esta misma prohibición ha formado parte de la política de la mayoría de las naciones de Europa. Uno la encuentra incluso donde menos lo esperaría, en algunas antiguas actas del parlamento de Escocia, que prohíben, bajo fuertes penas, transportar oro y plata fuera del reino. La misma política se puso en marcha en Francia y en Inglaterra.

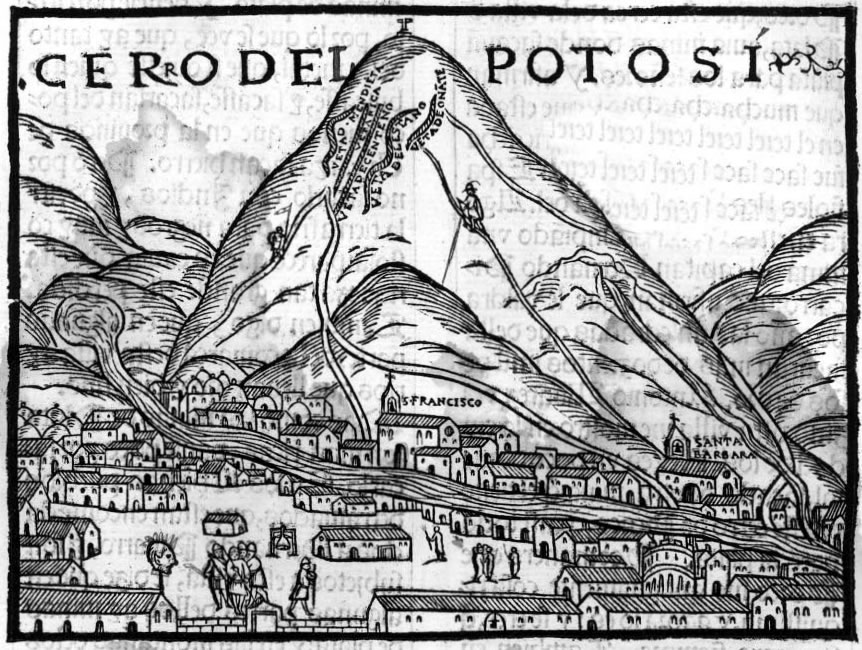
El Cerro Rico de Potosí, la fuente de plata más rica de la historia de la humanidad. Entre los siglos XVI y XVIII el 80% del suministro mundial de plata salió de esta mina.

Durante ese periodo, importantes cantidades de oro y plata fluían desde las colonias españolas del Nuevo Mundo hacia Europa. Para los escritores bullionistas, como Jean Bodin o Thomas Gresham, la riqueza y el poder del Estado se miden por la cantidad de oro que poseen. Cada nación debe pues acrecentar sus reservas de oro a expensas de las demás naciones para hacer crecer su poder. La prosperidad de un Estado se mide, según los bullionistas, por la riqueza acumulada por el gobierno, sin mencionar la renta nacional. Este interés hacia las reservas de oro y plata se explica en parte por la importancia de esas materias primas en tiempos de guerra. Los ejércitos, que contaban con muchos mercenarios, eran pagados con oro y quitando a los pocos países europeos que controlaban las minas de oro y plata, la principal manera de obtener esas materias primas era el comercio internacional. Si un Estado exportaba más de lo que importaba, su «balanza del comercio» (lo que corresponde en nuestros días a la balanza comercial) era excedentaria, lo que se traducía en una entrada neta de dinero.
Esto llevó a los mercantilistas a proponer como objetivo económico el tener un excedente comercial. Se prohibía estrictamente la exportación de oro. Los bullionistas también eran partidarios de poner en marcha altas tasas de interés para animar a los inversores a invertir su dinero en el país.
En el siglo XVIII se desarrolló una versión más elaborada de las ideas mercantilistas, y que rechazaba la visión simplista del bullionismo. Esos escritores, como Thomas Mun, situaban como principal objetivo el crecimiento de la riqueza nacional, y aunque seguía considerando que el oro era la riqueza principal, admitían que existían otras fuentes de riqueza, como las mercancías.

... no es la gran cantidad de oro y plata lo que constituye la verdadera riqueza de un Estado, ya que en el mundo hay Países muy grandes que cuentan con abundancia de oro y plata, y que no se encuentran más cómodos, ni son más felices […]. La verdadera riqueza de un Reino consiste en la abundancia de las Mercancías, cuyo uso es tan necesario para el sostenimiento de la vida de los hombres, que no pueden pasarse de ellas.

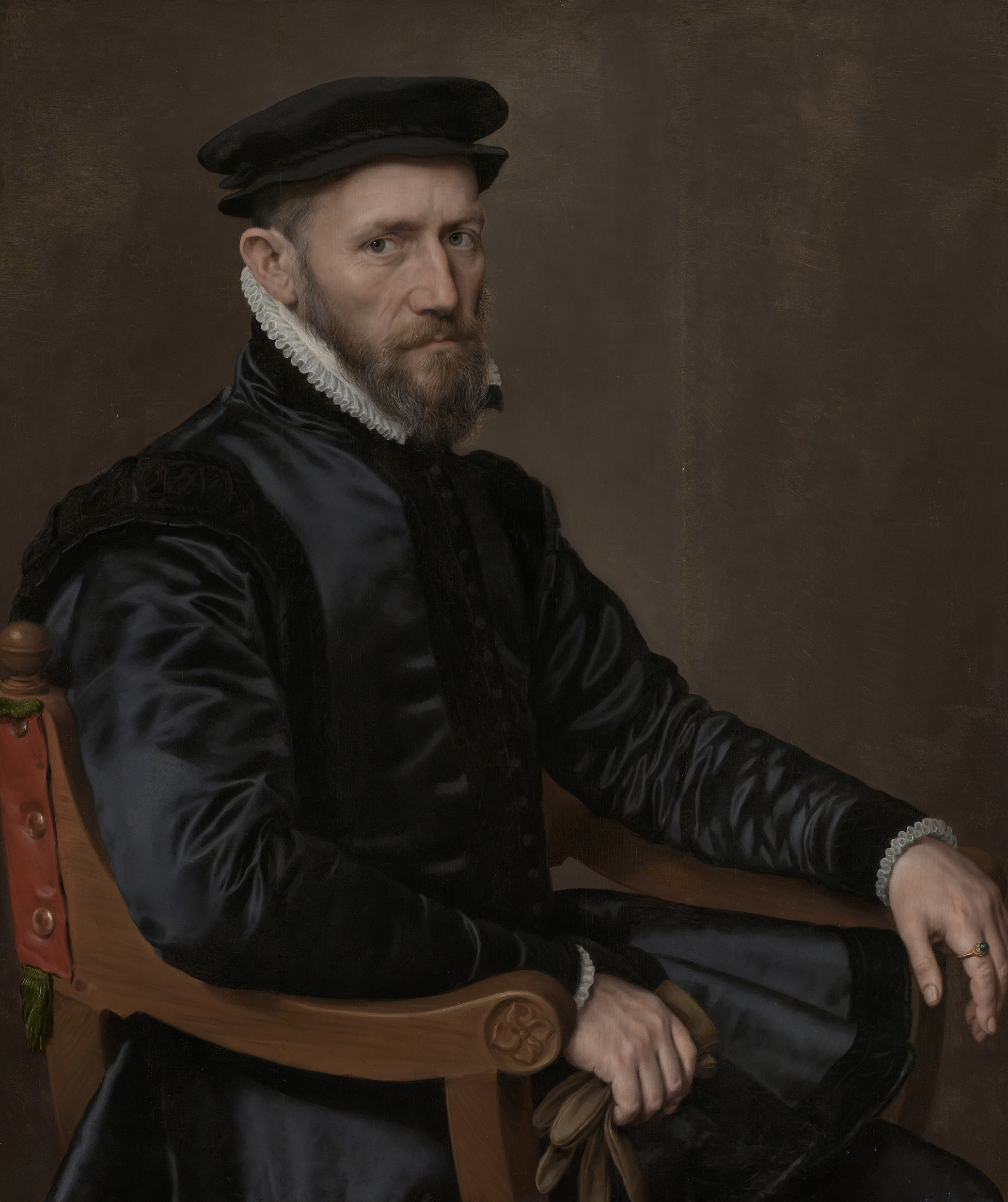
Thomas Gresham, comerciante y financiero inglés.

El objetivo de una balanza comercial excedentaria seguía persiguiéndose pero desde ese momento se veía interesante importar mercancías de Asia por medio de oro para revender luego esos bienes en el mercado europeo con importantes beneficios.

Y para dejar la cosa aún más clara, cuando decimos […] que 100 000 libras exportadas en efectivo pueden servir para importar el equivalente aproximado de 500 000 libras esterlinas en mercancías de las Indias Orientales, hay que entender que la parte de esa suma que puede llamarse con propiedad nuestra importación, al ser consumida en el reino, tiene un valor de unas 120 000 libras esterlinas anuales. De manera que el resto, es decir 380 000 libras, es mercancía exportada al extranjero bajo la forma de nuestros tejidos, nuestro plomo, nuestro estaño, o de cualquier otro producto de nuestro país, con gran aumento del patrimonio del reino y eso en el tesoro, por lo que podemos concluir que el comercio de las Indias Orientales provee a ese fin.»

Esta nueva visión rechazaba a partir de ese momento la exportación de materias primas, que una vez transformadas en bienes finales constituían una importante fuente de riqueza. Mientras el bullionismo había favorecido la exportación en masa de lana de Gran Bretaña, la nueva generación de mercantilistas apoyaba la prohibición total de exportar materias primas y propugnaba el desarrollo de industrias manufactureras domésticas. Al necesitar las industrias importantes capitales, en el siglo XVIII se vio una reducción de las limitaciones contra la usura. Como muy bien demostró William Petty, la tasa de interés se ve como una compensación por las molestias ocasionadas al prestador al quedar sin liquidez. Un resultado de esas teorías fue la puesta en marcha de las Navigation Acts a partir de 1651, que dieron a los barcos ingleses la exclusiva en las relaciones entre Gran Bretaña y sus colonias, prohibiendo a los holandeses el acceso a ciertos puertos para restringir la expansión de los Países Bajos.
Las consecuencias en materia de política interior de las teorías mercantilistas estaban mucho más fragmentadas que sus aspectos de política comercial. Mientras Adam Smith decía que el mercantilismo apelaba a controles muy estrictos de la economía, los mercantilistas no estaban de acuerdo entre sí. Algunos propugnaban la creación de monopolios y otras cartas patentes. Pero otros criticaban el riesgo de corrupción y de ineficacia de tales sistemas. Muchos mercantilistas también reconocían que la instauración de cuotas y de control de precios propiciaba el mercado negro.
En cambio, la mayor parte de los teóricos mercantilistas estaban de acuerdo en la opresión económica de los trabajadores y agricultores que debían vivir con unos ingresos cercanos al nivel de supervivencia, para maximizar la producción. Unos mayores ingresos, tiempo libre suplementario o una mejor educación de esas poblaciones contribuirían a favorecer la holgazanería y perjudicarían la economía. Esos pensadores veían una doble ventaja en el hecho de disponer de abundante mano de obra: las industrias que se desarrollaban en esa época precisaban de mucha mano de obra y además eso reforzaba el potencial militar del país. Los salarios se mantienen pues a un bajo nivel para incitar a trabajar. Las leyes de pobres (Poor Laws) en Inglaterra persiguen a los vagabundos y hacen obligatorio el trabajo. El ministro Colbert hará trabajar a niños con seis años en las manufacturas de Estado.
La reflexión sobre la pobreza y su papel social en la Edad Moderna cobró importancia sobre todo tras la Reforma Protestante y los diferentes papeles que a la predestinación y el triunfo personal daban la teología de Lutero, Calvino o la Contrarreforma. La opinión católica tradicional se asociaba al mantenimiento del Antiguo Régimen, sancionando el ocio de los privilegiados y considerando la condena del trabajo como un castigo divino, mientras que las sociedades donde triunfó el protestantismo parecían adecuarse más a los nuevos valores burgueses. La valoración tradicional de los pobres los veía como más cercanos a Dios, y las instituciones de caridad no se veían como medios de erradicar la pobreza, sino de paliar sus efectos. No obstante, entre los católicos también se incluye la obra de Juan Luis Vives De subventione pauperum. Sive de humanis necessitatibus libri II (Los dos libros de la subvención a los pobres o de la necesidad humana. Brujas, 1525), que trata el problema de la mendicidad buscando soluciones en las instituciones públicas, que deben socorrer a los verdaderos pobres y hacer trabajar a los que solo son vagos; para ello consideraba preciso una organización de la beneficencia y una reforma del sistema sanitario, de asilo. Siguiendo sus ideas se organizó la actuación contra la pobreza en la ciudad de Brujas.

### Interpretación histórica del mercantilismo
En efecto, no se puede hablar de una escuela mercantilista, pues para poder hablar de una escuela debe existir un conjunto de características que englobe este término. Una de ellas es la presencia de un maestro que cree un pensamiento el cual sea seguido por los miembros de la escuela, además de homogeneidad en el pensamiento. Así, por ejemplo, podemos hablar de la Escuela Clásica con Adam Smith como epicentro del pensamiento, es decir, como maestro, y la afinidad entre los distintos autores de la misma. Sin embargo, en lo que se refiere al pensamiento llamado mercantilista no encontramos ninguno de los atributos necesarios para identificarlo con una escuela de pensamiento.
El mercantilismo ha tenido diversas interpretaciones a lo largo del tiempo. Desde Adam Smith hasta la actualidad se suceden explicaciones de lo que han sido y han significado todos estos autores llamados mercantilistas. John Maynard Keynes, Gustav Schmoller, William Cunningham y el ya mencionado Adam Smith, entre muchos otros, han aportado su perspectiva del mercantilismo. Señalaremos particularmente a Eli Heckscher que, influido por los tres últimos autores mencionados, aúna las interpretaciones de estos para luego añadir la suya. Habla del mercantilismo desde el punto de vista de su política proteccionista y sus actitudes monetarias (como ya refiere Smith), como una doctrina en la construcción del Estado (recogido de Schmoller), como un sistema de poder (propugnado por Cunningham) y añade su tesis a estas cuatro: describe el mercantilismo como una concepción social que rompió con los moldes tanto morales como religiosos que determinaban el comportamiento de los agentes económicos.
A partir de los años cuarenta se disgrega las interpretaciones, desde una perspectiva general, en cuatro direcciones diferentes. Por una parte, historiadores que hablan de un período preanalítico del pensamiento económico. Por otra parte, los que argumentan la anticipación de la doctrina clásica en muchos aspectos ( mecanismos de los precios, etc.) Un tercer grupo de historiadores hacen hincapié en la política, ya no exterior y proteccionista, sino en la local y nacional. Por último, y como aportación argumentativa a la afirmación de la inexistencia de una escuela mercantilista, un cuarto grupo de historiadores aboga que el mercantilismo es una invención de los investigadores, pues, no hay homogeneidad ni coherencia en su doctrina sino disparidad en los asuntos tratados según que países, y que, por tanto, el debate que gradualmente se centra en una visión homogénea es erróneo.
Haciendo referencia a aquellos autores que creen que el mercantilismo es la anticipación a la doctrina clásica, podemos destacar a Richard Cantillon. Este autor, que se percibe entre el pensamiento mercantilista y clásico, perfecciona el concepto de balanza de comercio en términos de trabajo. Desde esta óptica se tiene en cuenta el aumento del empleo como término positivo en las ganancias de la balanza comercial. Así, pues, Cantillon, aboga por medidas para la estabilidad de los precios e impedir su subida (por la acumulación del dinero) y en consecuencia la pervivencia de un nivel alto de empleo

### La época mercantilista

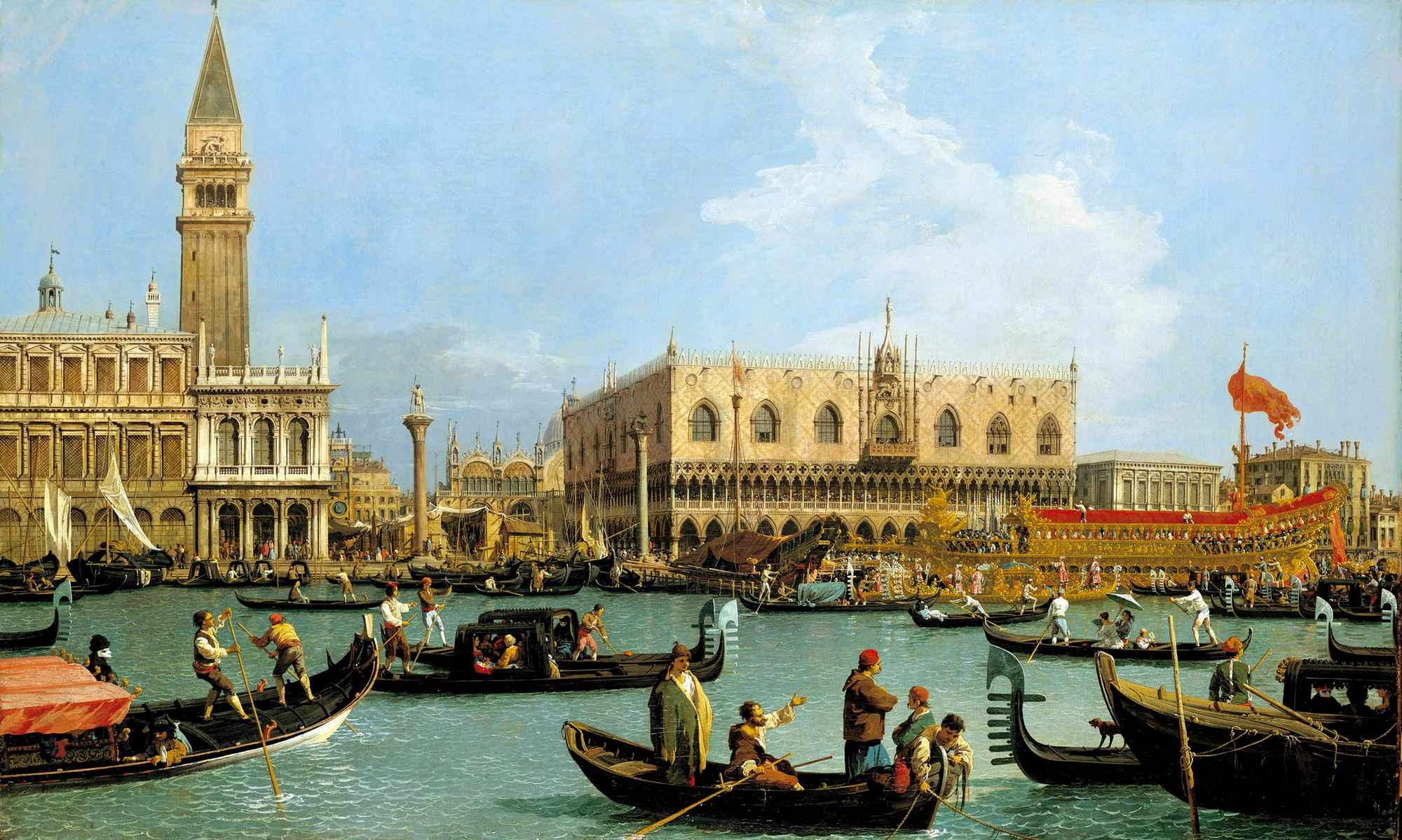
Comerciantes venecianos

El concepto de mercantilismo se define a partir de los grandes descubrimientos geográficos, consecuencia de la apertura de las rutas comerciales marítimas por los portugueses entre el siglo XV y 1500 (fecha del descubrimiento de Brasil) y la consolidada corriente inagotable del metal precioso (oro y plata principalmente) llevado desde los territorios nuevos a Europa, en particular después del establecimiento de los virreinatos de Nueva España y de Perú, por los castellanos.
Los españoles del siglo XVII, llegaron a considerar al mercantilismo como el sentido mismo de la riqueza mediante la teoría del enriquecimiento de las naciones mediante la acumulación de metal precioso. El oro y la plata constituyen el objetivo del comerciante y por lo tanto se pueden considerar como el impulso al intercambio de mercancías. El oro y la plata por sí mismos no generaron los acontecimientos económicos de la época, sino que conjuntamente con otras causas fueron moldeando la economía europea de esos tiempos. Algunas de estas causas fueron: los grandes descubrimientos geográficos, el Renacimiento, la Reforma religiosa, la aparición del Estado moderno y el régimen colonial, o sea la primera globalización o el «primer sistema-mundo», según la expresión de Fernand Braudel.
Íntimamente conectado a la emergencia del Estado-nación moderno y basado en la existencia del binomio «metrópoli-colonias», el mercantilismo asumió formas nacionales, de las cuales pueden citarse, en orden cronológico: Portugal, España, Inglaterra, Holanda, Francia, Dinamarca y Suecia durante los siglos XVI, XVII y XVIII. En esta época, el mercantilismo evoluciona de tal manera que genera un estudio apropiado y se traduce como una actividad económica, a tal grado que se habla de políticas económicas y normas económicas. Al mercantilismo se le empieza a conocer con otras denominaciones, las mismas que dan sentido a su concepto, estas son: sistema mercantil, sistema restrictivo, sistema comercial, colbertismo en Francia y cameralismo en Alemania.
Derivado de la expansión militar europea y del incipiente desarrollo manufacturero, como complemento de la producción clásica de la agricultura, el mercantilismo incrementó notablemente el comercio internacional. Los mercantilistas fueron los primeros en identificar su importancia monetaria y política.
El mercantilismo se desarrolló en una época en la que la economía europea estaba en transición del feudalismo al capitalismo. Las monarquías feudales medievales estaban siendo reemplazados por las nuevas naciones estado centralizadas, en forma de monarquías absolutas o (en Inglaterra y Holanda) parlamentarias. Los cambios tecnológicos en la navegación y el crecimiento de los núcleos urbanos también contribuyeron decisivamente al rápido incremento del comercio internacional. El mercantilismo se enfocaba en cómo este comercio podía ayudar mejor a los estados.
Otro cambio importante fue la introducción de la contabilidad moderna y las técnicas de doble entrada. La nueva contabilidad permitía llevar un claro seguimiento del comercio, contribuyendo a la posibilidad de fiscalizar la balanza de comercio. Y por supuesto, tampoco se puede ignorar el impacto que supuso el descubrimiento de América. Los nuevos mercados y minas descubiertas impulsaron el comercio exterior hasta cifras que hasta entonces no se podían ni concebir. Esto último llevó a un gran incremento de los precios y a un incremento en la propia actividad comercial. Curiosamente, la relación entre la llegada de metales preciosos americanos y la inflación europea del siglo XVI (un fenómeno a una escala hasta entonces desconocida) no fue plenamente establecido hasta las investigaciones de Earl J. Hamilton en una fecha tan tardía como 1934 (El tesoro americano y la revolución de los precios en España, 1501-1650).
Antes del mercantilismo, los estudios económicos más importantes que se habían realizado en Europa fueron las teorías de la Escolástica medieval. El objetivo de estos pensadores era encontrar un sistema económico que fuese compatible con las doctrinas cristianas acerca de la piedad y la justicia. Se enfocaban principalmente en las cuestiones microeconómicas y a los intercambios locales entre individuos. El mercantilismo, por su parte, estaba alineado con las otras teorías e ideas que estaban reemplazando el punto de vista medieval.
En esta época se fueron adoptando también las teorías de la Realpolitik impulsadas por Nicolás Maquiavelo y la primacía del interés nacional en las relaciones internacionales. La idea mercantilista de que el comercio era una suma cero en las que las partes hacían lo posible para ganar al otro en una dura competencia, se integraba dentro de las teorías filosóficas de Thomas Hobbes. Los juegos de suma cero como el dilema del prisionero pueden ser consistentes con un punto de vista mercantilista. En el mencionado dilema los jugadores son premiados por traicionar a sus compañeros/oponentes, aunque todo el mundo estaría mejor si todos cooperasen.
Ese punto de vista pesimista sobre la naturaleza humana también encaja con la mentalidad del puritanismo en su concepción del mundo, que inspiró parte de la legislación mercantilista más dura, como las Actas de Navegación (Navigation Acts) introducidas por el gobierno de Oliver Cromwell.

### Las ideas mercantilistas
El pensamiento mercantilista se puede sintetizar con las nueve reglas de Von Hornick:
1. Que cada pulgada del suelo de un país se utilice para la agricultura, la minería o las manufacturas.
2. Que todas las materias primas que se encuentren en un país se utilicen en las manufacturas nacionales, porque los bienes acabados tienen un valor mayor que las materias primas
3. Que se fomente una población grande y trabajadora.
4. Que se prohíban todas las exportaciones de oro y plata y que todo el dinero nacional se mantenga en circulación.
5. Que se obstaculicen tanto cuanto sea posible todas las importaciones de bienes extranjeros
6. Que donde sean indispensables determinadas importaciones deban obtenerse de primera mano, a cambio de otros bienes nacionales, y no de oro y plata.
7. Que en la medida que sea posible las importaciones se limiten a las materias primas que puedan acabarse en el país.
8. Que se busquen constantemente las oportunidades para vender el excedente de manufacturas de un país a los extranjeros, en la medida necesaria, a cambio de oro y plata.
9. Que no se permita ninguna importación si los bienes que se importan existen de modo suficiente y adecuado en el país.

Sin embargo, la política económica interna que defiende el mercantilismo estaba todavía más fragmentada que la internacional. Mientras que Adam Smith describía al mercantilismo como un sistema de excesivo control de la economía, muchos mercantilistas no se identificaban con tales afirmaciones. Durante los comienzos de la era moderna estaba a la orden del día el uso de las patentes reales y la imposición gubernamental de monopolios. Algunos mercantilistas los apoyaban, pero otros veían la corrupción e ineficiencia de esos sistemas.
Uno de los elementos en los que los mercantilistas estaban de acuerdo era la opresión económica de los trabajadores. Los asalariados y los granjeros debían vivir en los «márgenes de subsistencia». El objetivo era maximizar la producción, sin ningún tipo de atención sobre el consumo. El hecho de que las clases más bajas tuvieran más dinero, tiempo libre, o educación se veía como un problema que degeneraría en pocas ganas de trabajar, dañando la economía del país.
Por otra parte, los estudiosos no se ponen de acuerdo en el motivo por el cual el mercantilismo fue la ideología o teoría económica dominante durante dos siglos y medio. Un grupo, representado por Jacob Viner, argumenta que el mercantilismo fue simplemente un sistema muy directo y que contaba con bastante sentido común. Sin embargo, se sustentaba sobre una serie de falacias lógicas que no podían ser descubiertas por la gente de la época, dado que no tenían las herramientas analíticas necesarias. Otra escuela, apoyada por economistas como Robert B. Ekelund, entiende que el mercantilismo no era un error, sino el mejor sistema posible para aquellos que lo desarrollaron. Esta escuela argumenta que las políticas mercantilistas fueron desarrolladas y puestas en práctica por comerciantes y gobiernos, cuyo objetivo era incrementar al máximo los beneficios empresariales. Los empresarios se beneficiaban enormemente, y sin que ello les supusiera un esfuerzo, por la imposición de monopolios, las prohibiciones a las importaciones y la pobreza de los trabajadores. Los gobiernos, por su parte, se beneficiaban del cobro de los aranceles y los pagos de los mercaderes. Si bien las ideas económicas más tardías fueron desarrolladas a menudo por académicos y filósofos, casi todos los escritores mercantilistas eran comerciantes o personas con cargos en el gobierno.

### El mercantilismo como proceso económico
Dentro de la doctrina económica mercantilista emergieron, de manera natural, tres cosas fundamentales que generaba esta lucrativa actividad comercial:
- El monopolio de exportación.
- El problema de los cambios y su derivación.
- El problema de la balanza comercial.

En la obra The Circle of Commerce (El círculo del comercio, 1623), Edward Misselden desarrolló un concepto de balanza comercial expresado en términos de débitos y créditos, presentando el cálculo de la balanza comercial para Inglaterra desde el día de Navidad de 1621 hasta la de 1622.
La idea mercantilista de «balanza de comercio multilateral» corresponde a la actual noción de «balanza de pagos» y se compone de cinco cuentas: 
| Balanza de comercio multilateral |
| --- |
| 1. Cuenta corriente (=balanza comercial) 1. Mercancías (A) 2. Invisibles (fletes, seguros, etc.) (A) 2. Cuentas de capital 1. A corto plazo (C) 2. A largo plazo (A) 3. Transferencias unilaterales (donaciones, ayuda militar, etc.) (A) 4. Oro (C) 5. Errores y omisiones |

## Políticas mercantilistas
Las ideas mercantilistas fueron la ideología económica dominante en toda Europa al principio de la Edad Moderna. Sin embargo, como conjunto de ideas no sistematizadas, su aplicación concreta difirió en la práctica de cada país.

### En Francia

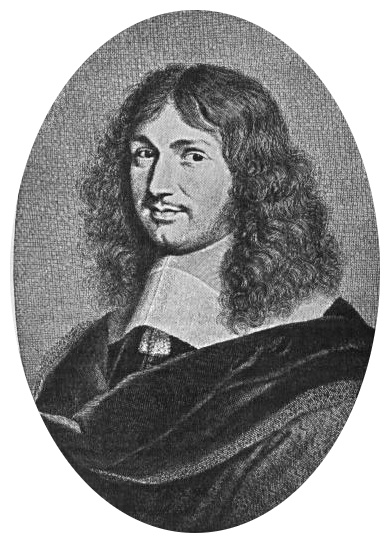
Ministro francés de finanzas y mercantilista, Jean-Baptiste Colbert

En Francia, el mercantilismo nace a principios del Siglo XVI, poco tiempo después del reforzamiento de la monarquía. En 1539, un real decreto prohíbe la importación de mercancías textiles de lana provenientes de España y de una parte de Flandes. El año siguiente se imponen restricciones a la exportación de oro. Se multiplican las medidas proteccionistas a lo largo del siglo. Jean-Baptiste Colbert, ministro de finanzas durante 22 años, fue el principal impulsor de las ideas mercantilistas en Francia, lo que hizo que algunos hablaran de colbertismo para designar el mercantilismo francés. Con Colbert, el gobierno francés se implicó mucho en la economía para acrecentar las exportaciones. Colbert eliminó los obstáculos al comercio al reducir las tasas aduaneras interiores y al construir una importante red de carreteras y canales. Las políticas desarrolladas por Colbert en conjunto resultaron eficaces, y permitieron que la industria y la economía francesas crecieran considerablemente durante ese periodo, convirtiendo a Francia en una de las mayores potencias europeas. No tuvo tanto éxito a la hora de convertir Francia en una gran potencia comercial equiparable a Inglaterra y a Holanda.
También es característico del colbertismo emprender una decidida política de creación de Manufacturas Reales que fabricaban productos estratégicos o de lujo (los Gobelinos, para tapices y cristales), en ambos casos consumibles en primer lugar por la demanda de la propia monarquía, al tiempo que producían la emulación de su consumo tanto dentro como fuera del reino. Dicha emulación también se vio en la creación de manufacturas similares en otros países europeos, entre los que destacaron las Reales Fábricas españolas de productos de lujo (Porcelana del Buen Retiro, Cristal de la Granja, Real Fábrica de Tapices), de armas (Real Fábrica de Artillería de La Cavada), y de artículos de gran consumo que se monopolizaban por el Estado como regalías: tabaco (la Real Fábrica de Tabacos de Sevilla y la de Madrid), aguardiente, naipes.

### En Inglaterra

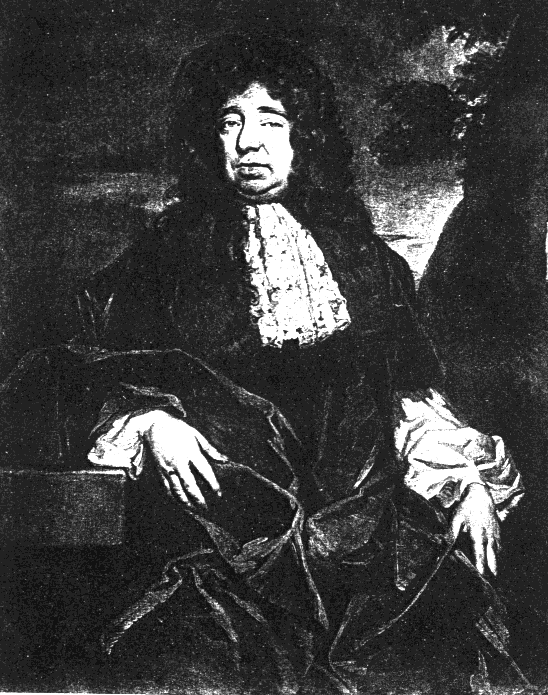
William Petty.

En Inglaterra, el mercantilismo alcanza su apogeo durante el periodo llamado del Long Parliament (1640-1660). Las políticas mercantilistas también se aplicaron durante los periodos Tudor y Estuardo, especialmente con Robert Walpole como principal partidario. El control del gobierno sobre la economía doméstica era menor que en el resto de Europa, debido a la tradición de la Common law y el progresivo poder del parlamento.
Los monopolios controlados por el Estado se habían extendido, especialmente antes de la primera revolución inglesa, a pesar de que a menudo eran cuestionados. Los autores mercantilistas ingleses estaban divididos acerca de la necesidad de control de la economía interior. El mercantilismo inglés adoptó sobre todo forma de control del comercio internacional. Se puso en marcha un amplio abanico de medidas destinadas a favorecer la exportación y penalizar la importación. Se instauraron tasas aduaneras sobre las importaciones y subvenciones a la exportación. Se prohibió la exportación de algunas materias primas. Las Navigation Acts (Actas de Navegación) prohibían a los comerciantes extranjeros hacer comercio interior en Inglaterra. Inglaterra aumentó el número de colonias y, una vez estaban bajo control, se instauraban reglas para autorizar a producir solo materias primas y a comerciar únicamente con Inglaterra. Esto condujo a progresivas tensiones con los habitantes de esas colonias y fue una de las principales causas de la guerra de Independencia de los Estados Unidos.
Estas políticas contribuyeron en gran medida a que Inglaterra se convirtiera en la mayor potencia comercial del mundo, y una potencia económica internacional. En el interior, la transformación de tierras no cultivadas en terreno agrícola tuvo un efecto duradero. Los mercantilistas pensaban que para hacer crecer el poderío de una nación, todas las tierras y recursos debían utilizarse al máximo, lo que les llevó a embarcarse en grandes proyectos como el drenaje de la región de los fens («pantanos» de la llanura de Bedford).

### En España

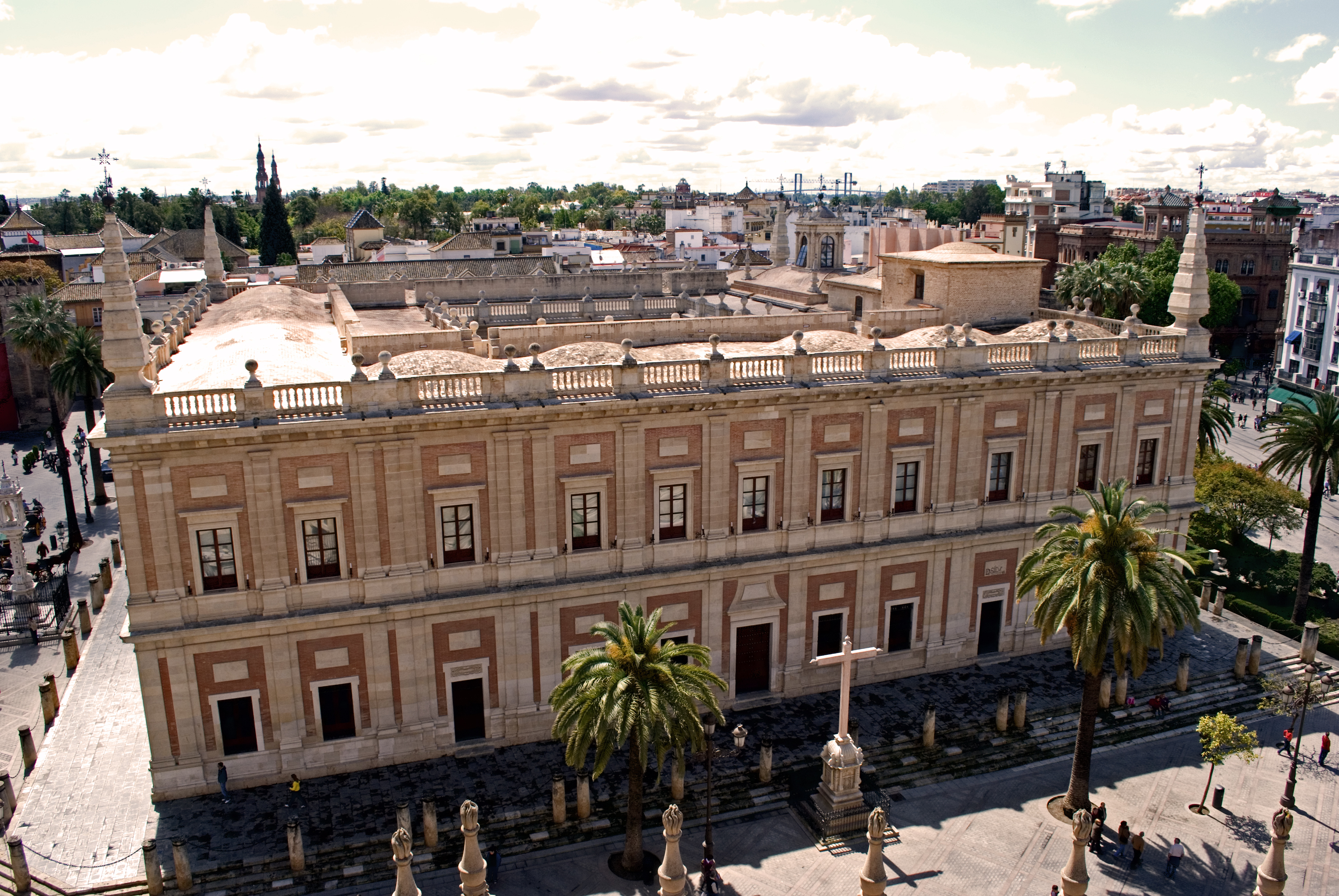
Casa de Contratación, que actualmente cumple la función de Archivo de Indias, junto a la catedral de Sevilla. Centro económico del mundo en el, Sevilla se hundió en una profunda crisis en el siguiente, mientras que Londres y Ámsterdam entraban en su apogeo.

La revolución de los precios que afectó a toda Europa desde el siglo XVI, tuvo su origen en la llegada a España de las remesas anuales de metales preciosos que traía la flota de Indias, con lo que la reflexión sobre sus causas y posibles soluciones produjo el primer pensamiento económico digno de tal nombre. A ello se sumaba la tradición de peticiones de orden económico en las Cortes, tanto las castellanas como las de los reinos de la Corona de Aragón. Castilla, desde la Baja Edad Media había presenciado un enfrentamiento entre los intereses vinculados a la exportación de la lana (la aristocrática Mesta, y la alta burguesía de mercaderes de Burgos, las ferias y puertos conectados con Flandes) y los vinculados a la producción interna de paños (la baja burguesía y el patriciado urbano de las ciudades centrales, como Segovia y Toledo), que se expresaron en las guerras civiles de los Trastámara e incluso la de las Comunidades. Ese modelo simplificado no oculta la confluencia de multitud de otros intereses, tanto personales como dinásticos, institucionales y estamentales, como los de las distintas partes del clero, e incluso la presencia de minorías como judíos y conversos y la gran mayoría social que es el campesinado. La misma construcción de la monarquía autoritaria tiene mucho que ver con su habilidad para arbitrar estos conflictos socioeconómicos y su dimensión política. La misma organización del monopolio del comercio americano, por medio de la Casa de Contratación de Sevilla, conjugado con los préstamos adelantados por banqueros alemanes (familia Fugger) o genoveses, y los mecanismos de la deuda pública (juros) dan una muestra de lo necesario y a la vez complicado que era entender los fenómenos económicos y actuar políticamente sobre ellos. Era vital para el funcionamiento del complejo aparato militar, burocrático y hacendístico de la Monarquía Hispánica (véase Instituciones españolas del Antiguo Régimen), en el que los impuestos (unos del rey, otros del reino, otros de los municipios), las múltiples exenciones, y los derechos y regalías del monarca formaban un entramado caótico.

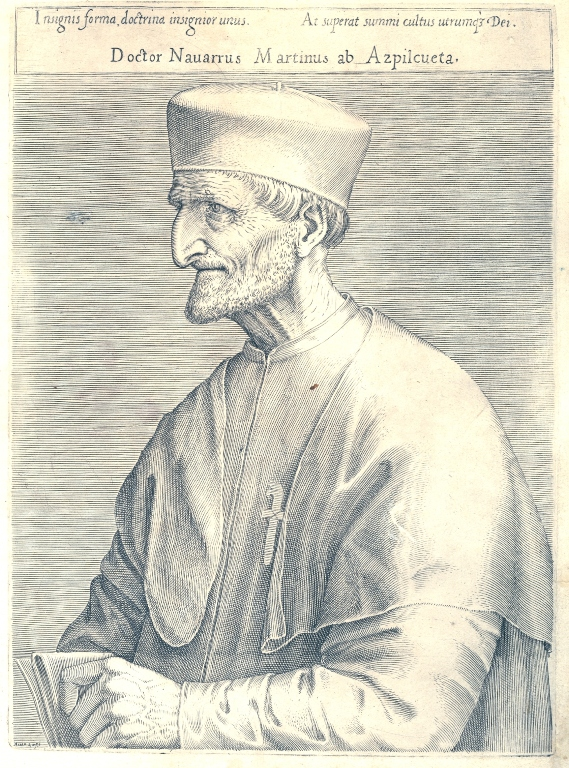
Martín de Azpilicueta.

A los economistas españoles, de abundante nómina en los siglos XVI y XVII (Tomás de Mercado, Sancho de Moncada y Martín de Azpilicueta, teólogos vinculados a la Escuela de Salamanca; Luis Ortiz, contador de hacienda, Martín González de Cellorigo, abogado en la Chancillería de Valladolid, Pedro Fernández de Navarrete, militar y gobernador de Guipúzcoa, Luis Valle de la Cerda, que propone en 1600 la creación de los Montes de Piedad con el apoyo de las Cortes...), se les daba el nombre de arbitristas, por ser arbitrio el nombre que solía darse a la medida que, por su mera voluntad, podía el rey tomar en beneficio del reino, y que esos autores solicitaban. Su papel fue infravalorado por la misma historiografía económica española en sus primeros estudiosos, como es el caso de Manuel Colmeiro. Ya en su propia época eran ridiculizados por proponer medidas extravagantes, como lo hizo Quevedo, que en varias ocasiones describe a bienintencionados arbitristas («arcigogolantes») causando toda clase de catástrofes; uno de ellos está tan enfrascado en escribir sus teorías que no se da cuenta de que se ha sacado a sí mismo un ojo con la pluma.
El mismo Quevedo reflejó magistralmente la percepción de fracaso económico, como parte de la más general decadencia española en su célebre poema:

Nace en las Indias honrado,
donde el mundo le acompaña.
Viene a morir en España
y es en Génova enterrado...
¡Poderoso caballero es Don Dinero!

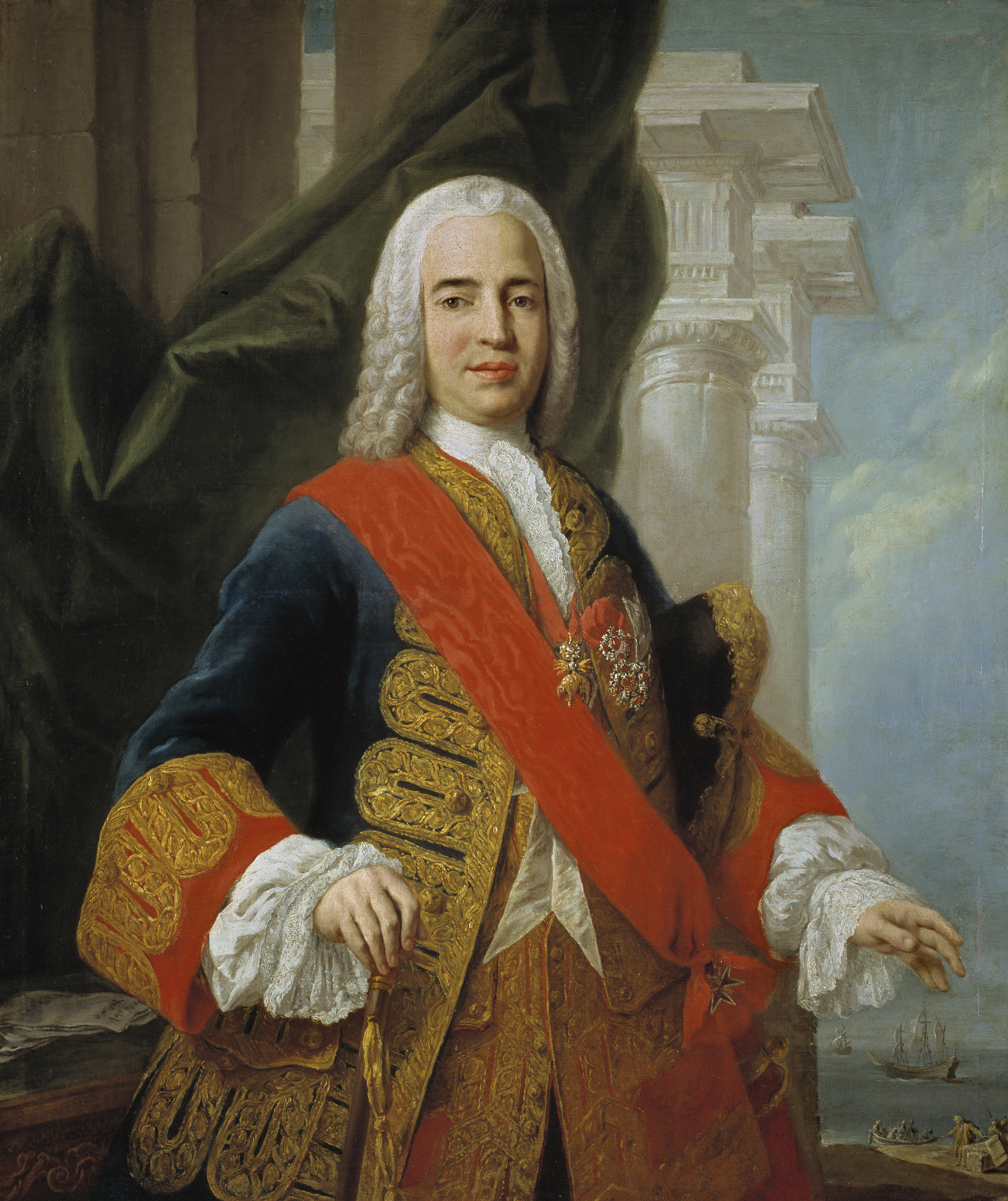
Zenón de Somodevilla, marqués de la Ensenada.

Durante la crisis económica que afectó a España durante el siglo XVII (de hecho fue la principal afectada por la general crisis del siglo XVII) se pusieron en marcha muchas políticas económicas sin demasiada coherencia, incluyendo alteraciones monetarias y fiscales que más que remediar, contribuyeron a su profundización. El estado ruinoso de finales de ese siglo, durante el reinado de Carlos II, no obstante presenció una reactivación de la economía en las zonas periféricas (a excepción de Andalucía). Tras la guerra de sucesión española (1700-1714), supuso un indudable éxito económico la adopción, por los gobiernos de Felipe V, de una serie de medidas mercantilistas de inspiración colbertista importadas de Francia (ministros Jean Orry y Michael-Jean Amelot).
En el siglo XVIII, la herencia del arbitrismo se trasladó al llamado proyectismo ilustrado con mayor elevación intelectual. En el reinado de Fernando VI las medidas asociadas al Catastro de Ensenada, muy ambiciosas, no fueron aplicadas con decisión. Lo mismo ocurrió con las del marqués de Esquilache con Carlos III (decreto de abolición de la tasa del trigo y libre comercio de granos, 1765), que fue apartado tras el motín que lleva su nombre (1766). El final del siglo XVIII es el del ascenso de políticos con ideas económicas más cercanas a la fisiocracia y el liberalismo económico (Campomanes y Jovellanos), destacando el proyecto de ley agraria y la liberalización del comercio americano; que tampoco consiguieron un desarrollo eficaz, ya en la crisis del Antiguo Régimen.

### En otros países
Las demás naciones también adoptaron las tesis mercantilistas en distinto grado. Los Países Bajos, que se habían convertido en el centro financiero de Europa gracias a su muy desarrollada actividad comercial, estaban poco interesados en restringir el comercio y solo a última hora adoptaron algunas políticas mercantilistas.
El mercantilismo se desarrolló en Europa Central y en Escandinavia tras la guerra de los Treinta Años (1618-1648), cuando Cristina de Suecia y Cristián IV de Dinamarca pasaron a preconizarlo. Los emperadores Habsburgo se interesaron bastante por las ideas mercantilistas, pero la extensión y la relativa descentralización de este Imperio hacía difícil la adopción de tales medidas. Algunos Estados del Imperio adoptaron las tesis mercantilistas, especialmente Prusia, que tuvo bajo el mandato de Federico el Grande la economía más rígida de Europa. Con esta base doctrinal Alemania iba a gestar una escuela llamada de los «cameralistas» que tendría influencia hasta el siglo XIX.
Rusia bajo Pedro el Grande trató de poner en marcha el mercantilismo sin demasiado éxito debido a la ausencia una clase significativa de comerciantes o de una base industrial.

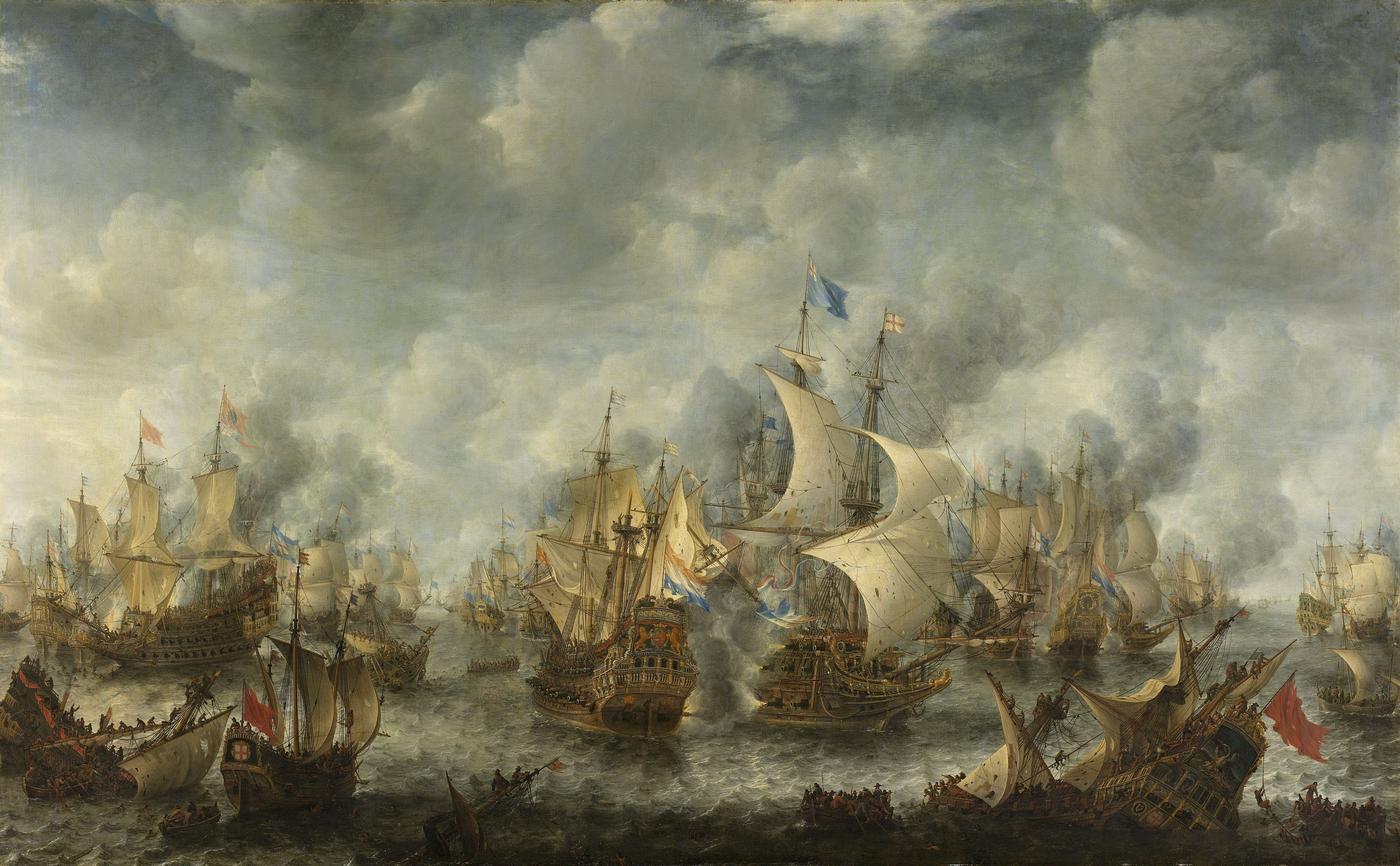
La batalla de Scheveningen, 10 de agosto de 1653 por Jan Abrahamsz Beerstraaten, hacia 1654, representa la batalla final de la Primera Guerra Anglo-Holandesa.

Las ideas mercantilistas también alimentaron los periodos de conflicto armado en los siglos  y XVIII. Al ser la idea dominante que el stock de riqueza es algo fijo, el único modo de aumentar la riqueza de un país debía hacerse en detrimento de otro. Muchas guerras, entre las que hay que contar las guerras anglo-holandesas, franco-holandesa, y franco-inglesa fueron ocasionadas por las doctrinas que preconizaban el nacionalismo económico. El mercantilismo contribuyó también al desarrollo del imperialismo, ya que todas las naciones que podían hacerlo trataban de apoderarse de territorios para hacerse con materias primas. A lo largo de este periodo, el poder de las naciones europeas se extendió por todo el planeta. A expensas de la economía interior, esta expansión creó monopolios, como las británicas Compañía de las Indias o la Compañía de la Bahía de Hudson; o la francesa Compañía de las Indias Orientales.
Estas compañías privilegiadas tenían precedentes desde el siglo XIV en las ciudades italianas de Pisa, Génova, Florencia y Venecia; por no hablar de la Hansa, que responde a otra categoría funcional. En Inglaterra surgirán algunas a partir de guildas medievales preexistentes, como las distintas Company of Merchant Adventurers (siglos XV y XVI). Fue en la Holanda independizada de la Monarquía Católica donde aparecieron las primeras dignas del nombre de compañías privilegiadas: la VOC (1602) y la WIC (1621). Otras naciones tuvieron compañías privilegiadas, notablemente las nórdicas (Dinamarca, Suecia...). En España (a pesar de contar con precedentes medievales, como los Consulados del Mar aragoneses o las instituciones similares castellanas) la figura es de incorporación más tardía: en el siglo XVIII el monopolio del puerto de Cádiz (sucesor del de Sevilla), ya muy castigado por las consecuencias comerciales del Tratado de Utrecht, fue admitiendo la presencia de alguna compañía similar, como la Compañía Guipuzcoana de Caracas (1728).

## Mercantilismo y mercantilización en América Latina
El mercantilismo en América Latina fue un sistema económico colonial basado en la explotación de recursos naturales y el monopolio comercial de España y Portugal entre los siglos XVI y XVIII. Según la teoría del sistema-mundo de Wallerstein (1974), la región se integró como una economía periférica que abastecía de materias primas a Europa a cambio de productos manufacturados, consolidando una dependencia estructural donde la minería, especialmente en Potosí y Zacatecas, fue central en este modelo, sustentada en sistemas de trabajo forzado como la encomienda y la mita.
En el siglo XX, con la expansión del neoliberalismo, se intensificó la mercantilización de bienes y servicios esenciales como salud, educación y vivienda, favoreciendo la privatización y debilitando el papel del Estado. Según Harvey (2003), este proceso forma parte de la acumulación por desposesión, que ha permitido al capital privado apropiarse de recursos públicos mediante privatizaciones y especulación inmobiliaria. Esto ha generado desplazamientos de comunidades rurales y el crecimiento del turismo como mecanismo de consumo cultural.
Desde la teoría de la dependencia, Cardoso y Faletto (1969) sostienen que América Latina sigue atrapada en relaciones de subordinación con los países desarrollados. Pradilla (2011) amplía este análisis al estudiar los soportes materiales del capitalismo, señalando que la mercantilización del suelo urbano ha sido clave en la acumulación capitalista y el control territorial. Así, la región ha transitado de una economía mercantilista colonial a una neoliberal mercantilizada, perpetuando desigualdades históricas.

## Críticas
Un buen número de estudiosos habían señalado ya algunos errores importantes en las teorías mercantilistas bastante antes de que Adam Smith desarrollase una ideología que pudiera sustituirlo completamente. Hubo críticos como Dudley North, John Locke o David Hume que atacaron los fundamentos del mercantilismo, y a lo largo del siglo XVIII fue perdiendo el favor que había tenido. Los mercantilistas eran incapaces de entender nociones como la de la ventaja comparativa (aunque esta idea solo llegó a ser entendida con David Ricardo en 1817) y los beneficios del comercio. Por ejemplo, Portugal era un productor mucho más eficiente de vino que Inglaterra, mientras que en Inglaterra era relativamente más barata la producción textil. Por lo tanto, si Portugal se especializaba en vino e Inglaterra en textiles, ambos estados saldrían beneficiados si comerciaban. En las teorías económicas modernas, el comercio no se entiende como una suma cero entre competidores, puesto que ambas partes pueden verse beneficiadas, por lo que se trata más de un juego de suma positiva. Mediante la imposición de las restricciones a la importación, ambas naciones terminan siendo más pobres que si no existiesen trabas al comercio.

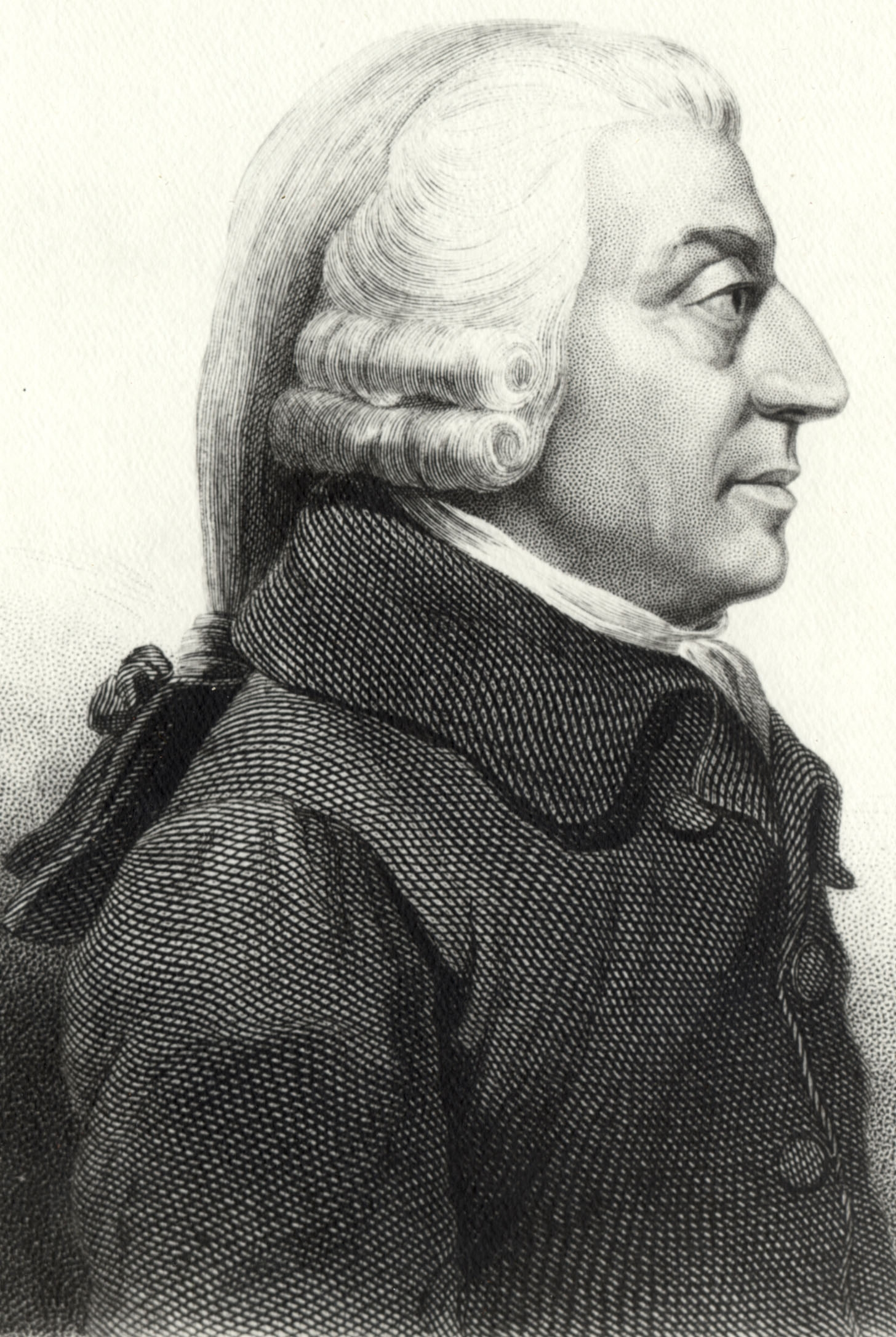
Gran parte de La riqueza de las naciones de Adam Smith es un ataque al mercantilismo.

David Hume, por su parte, apuntó la imposibilidad del gran objetivo mercantilista de lograr una balanza comercial positiva constante. A medida que los metales preciosos entraban en un país, la oferta se incrementaría y el valor de esos bienes en ese estado comenzaría a reducirse con respecto a otros bienes de consumo. Por el contrario, en el estado que exportase los metales preciosos, el valor comenzaría a crecer. Llegaría un momento en el que no compensase exportar bienes del país con altos precios al otro país, que ahora tendría niveles de precios menores, y la balanza comercial terminaría revirtiéndose por sí misma. Los mercantilistas no entendieron este problema, y argumentaron durante mucho tiempo que un incremento en la cantidad de dinero simplemente significaba que todo el mundo era más rico.
Otro de los objetivos principales a la hora de criticar las teorías del mercantilismo fue la importancia que se le daba a los metales preciosos, incluso cuando algunos mercantilistas habían comenzado a desenfatizar la importancia del oro y la plata. Adam Smith apuntó que los metales preciosos eran exactamente igual que cualquier otro bien de consumo, y que no había ninguna razón para darle un tratamiento especial. El oro no era más que un metal de color amarillo que era valioso simplemente porque no es abundante.
La primera escuela que rechazó completamente el mercantilismo fue la de la Fisiocracia, en Francia. Sin embargo, sus teorías también presentaban una serie de importantes problemas, y la sustitución del mercantilismo no se produjo hasta que Adam Smith publicó su famosa obra Una investigación sobre la naturaleza y causas de la riqueza de las naciones en 1776. Este libro muestra las bases de lo que hoy en día se conoce como la economía clásica. Smith dedica una parte considerable del libro a rebatir los argumentos de los mercantilistas, si bien estos son a menudo versiones simplistas o exageradas de sus pensamientos.
Los académicos también están divididos a la hora de establecer una causa para el final del mercantilismo. Aquellos que creen que la teoría era simplemente un error deducen que su reemplazo era inevitable desde el momento en que las ideas, mucho más exactas, de Smith fueron expuestas al público. Aquellos que opinan que el mercantilismo era una búsqueda de formas de enriquecimiento para una parte de la sociedad entienden que solo terminó cuando se produjeron importantes cambios en la sociedad, y principalmente en el sistema de poderes. En el Reino Unido el mercantilismo fue desapareciendo a partir de que el Parlamento acaparó el poder que el monarca tenía para establecer monopolios. Si bien los ricos capitalistas que controlaban la Casa de los Comunes se beneficiaban de esos monopolios, el Parlamento veía difícil llevarlos a cabo por causa del gran coste que suponía tomar esas decisiones de forma colectiva.
Las regulaciones mercantilistas poco a poco fueron eliminándose a lo largo del siglo XVIII en el Reino Unido, y durante el siglo XIX el gobierno británico adoptó abiertamente el libre comercio y las teorías económicas de Smith del laissez faire. En el continente el proceso fue algo distinto. En Francia se mantuvieron las prerrogativas económicas de la monarquía absoluta hasta la Revolución francesa, siendo entonces cuando terminó el mercantilismo. En Alemania el mercantilismo continuó siendo una importante ideología hasta comienzos del siglo XX.

## Legado

### Ideas mercantilistas supervivientes

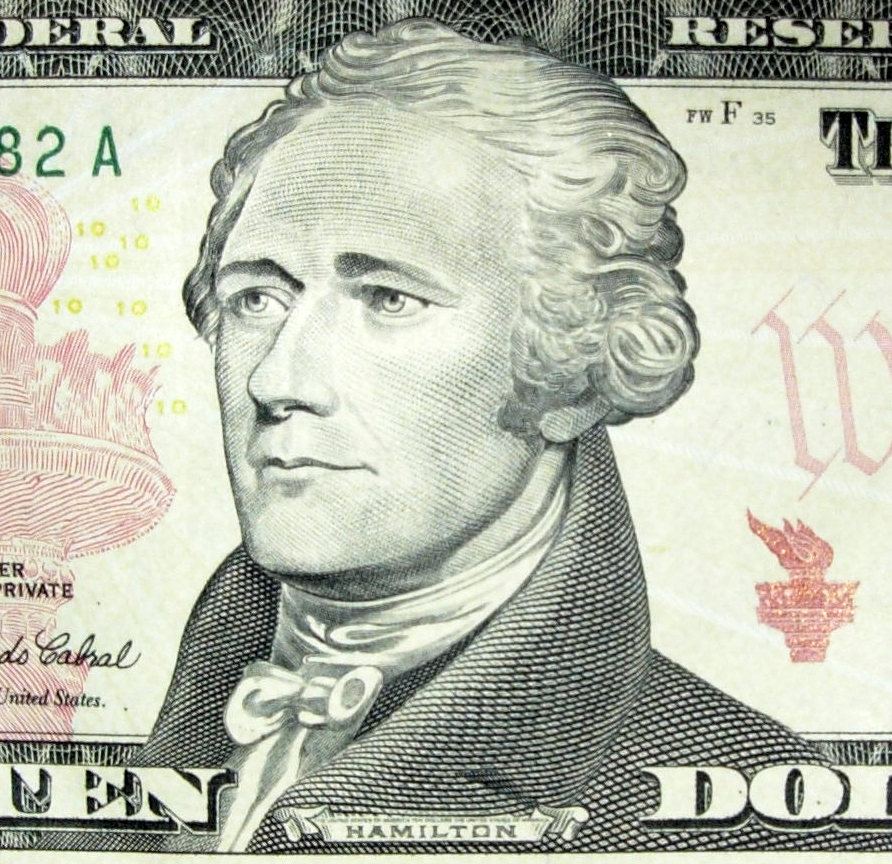
Alexander Hamilton figura en los billetes de 10 dólares de EE. UU.

En el mundo anglosajón se puede decir que las críticas de Adam Smith al mercantilismo fueron aceptadas en el Imperio Británico, pero fueron rechazadas en los Estados Unidos por figuras tan importantes como Alexander Hamilton, Friedrich List, Henry Clay, Henry Charles Carey y Abraham Lincoln. En el siglo XX, la mayoría de economistas de ambos lados del Atlántico han llegado a aceptar que en algunas áreas las teorías mercantilistas eran correctas. El más importante ha sido el economista John Maynard Keynes, que explícitamente apoyó algunas de sus teorías.
Adam Smith había rechazado el énfasis que hasta entonces los mercantilistas habían puesto en la cantidad de dinero argumentando que los bienes, la población y las instituciones eran las causas reales de prosperidad. Keynes argumentó que la cantidad de dinero en circulación, la balanza comercial y los tipos de interés tenían una gran importancia en la economía. Este punto de vista fue luego la base del monetarismo, cuyos defensores actualmente rechazan muchas de las teorías económicas keynesianas, pero que se ha desarrollado y es ahora una de las escuelas económicas modernas más importantes. Keynes también hizo notar que el enfoque en los metales preciosos también era razonable en la época en la que se dio (comienzos de la era moderna). En una época anterior al papel moneda, un incremento de los metales preciosos y de las reservas del estado era la única forma de incrementar la cantidad de dinero en circulación.
Adam Smith, por otra parte, también rechazó el énfasis del mercantilismo hacia la producción, argumentando que la única forma de hacer crecer a la economía era a través del consumo (que, a su vez, impulsaba la producción de bienes). Keynes, sin embargo, defendió que la producción era tan importante como el consumo. 

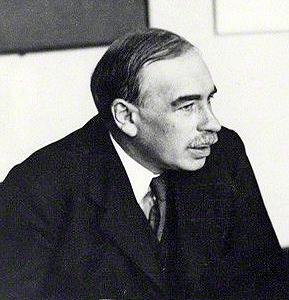
John Maynard Keynes.

Keynes y otros economistas del periodo también retomaron la importancia que tenía la balanza de pagos, y visto que desde la década de los años 30 todas las naciones han controlado las entradas y salidas de capital, la mayoría de los economistas están de acuerdo en que una balanza de pagos positiva es mejor que una negativa para la economía de un país. Keynes también retomó la idea de que el intervencionismo gubernamental es una necesidad económica.
Sin embargo, si bien las teorías económicas de Keynes han tenido un gran impacto, no han tenido tanto éxito sus esfuerzos de rehabilitar la palabra mercantilismo, que a día de hoy sigue teniendo connotaciones negativas y se usa para atacar una serie de políticas proteccionistas. Por otra parte, las similitudes entre el keynesianismo y las ideas de sus sucesores con el mercantilismo a veces han hecho que sus detractores las categorizasen como neomercantilismo.
Por otro lado, algunos sistemas económicos modernos copian algunas de las políticas mercantilistas. Por ejemplo, el sistema de Japón en ocasiones también es calificado de neomercantilista.
Un área en la que Smith fue rebatido antes incluso que Keynes fue en la del uso de la información. Los mercantilistas, que eran generalmente mercaderes o funcionarios del gobierno, tenían en sus manos una gran cantidad de datos de primera mano sobre el comercio, y los usaban de forma considerable en sus investigaciones y escritos. William Petty, un mercantilista importante, es a menudo considerado el primer economista en usar un análisis empírico para estudiar la economía. Smith rechazaba este sistema porque entendía que el razonamiento deductivo desde unos principios básicos era el método correcto para descubrir las verdades económicas. Hoy en día, sin embargo, la mayoría de las escuelas económicas aceptan que ambos métodos son importantes (si bien la escuela austriaca supone una notable excepción).
Diversos autores creen que, en instancias específicas, las políticas mercantilistas proteccionistas también han tenido un impacto positivo en el estado que las puso en marcha. El mismo Adam Smith (sin importarle la contradicción en que incurría al patrocinar el libre comercio para las demás y no para su propia nación) elogió las Actas de Navegación inglesas por haber servido para expandir enormemente la flota mercante británica, y por haber jugado un papel central en convertir al Reino Unido en la superpotencia naval y económica que fue desde entonces. Algunos economistas argumentaron que el proteccionismo es bueno para industrias en desarrollo, y que si bien causa algunos daños a corto plazo, puede ser beneficioso a largo (argumento de la industria naciente del alemán Friedrich List).
En cualquier caso, La Riqueza de las Naciones tuvo un profundo impacto en el final del mercantilismo y la adopción posterior de la política de libre mercado. Para 1860 Inglaterra ya había eliminado los últimos vestigios del mercantilismo (por ejemplo, las proteccionistas leyes del grano o corn laws, en gran parte gracias a la Anti-Corn Law League, en 1845). Las regulaciones industriales, los monopolios y los aranceles fueron abolidos en su inmensa mayoría. Convertida en «el taller del mundo», con una industria y una flota mercante con la que nadie podía competir, Inglaterra se convirtió en la gran defensora y propagandista de la política de libre mercado, justo en el momento en que más la beneficiaba, y lo siguió siendo hasta la Primera Guerra Mundial, cuando la segunda revolución industrial le puso delante competidores serios.

### Herencia política
La posteridad del mercantilismo ha sido sin duda mayor en la práctica política que en la teoría económica. Si el pensamiento económico del siglo XIX está dominado por las escuelas clásica y neoclásica, más bien favorables al librecambismo, la práctica política estuvo influenciada durante mucho tiempo por ideas mercantilistas. Como hace ver el historiador Paul Bairoch, a pesar de que «los hombres dejaran de razonar en términos de nivel de desarrollo a conseguir en mayor o menor tiempo pasando a hacerlo en términos de apropiación de una parte mayor de riqueza», en 1815 y en 1913, el mundo occidental es «un océano de proteccionismo rodeando algunos islotes liberales».
Tras el final de la Segunda Guerra Mundial, se asiste a una liberalización continua del comercio mundial bajo el impulso de las grandes instituciones librecambistas como la Organización Mundial del Comercio (OMC), el Banco Mundial o el Fondo Monetario Internacional (FMI). Sin embargo algunos economistas como Paul Krugman opinan que estas instituciones están guiadas por un «mercantilismo ilustrado», que no intenta favorecer los principios del librecambismo, sino favorecer las concesiones comerciales mutuamente ventajosas. Para otros economistas y pensadores, esas organizaciones, con la excusa del librecambismo, están imponiendo la forma de comercio internacional que desean las grandes potencias económicas que les controlan.

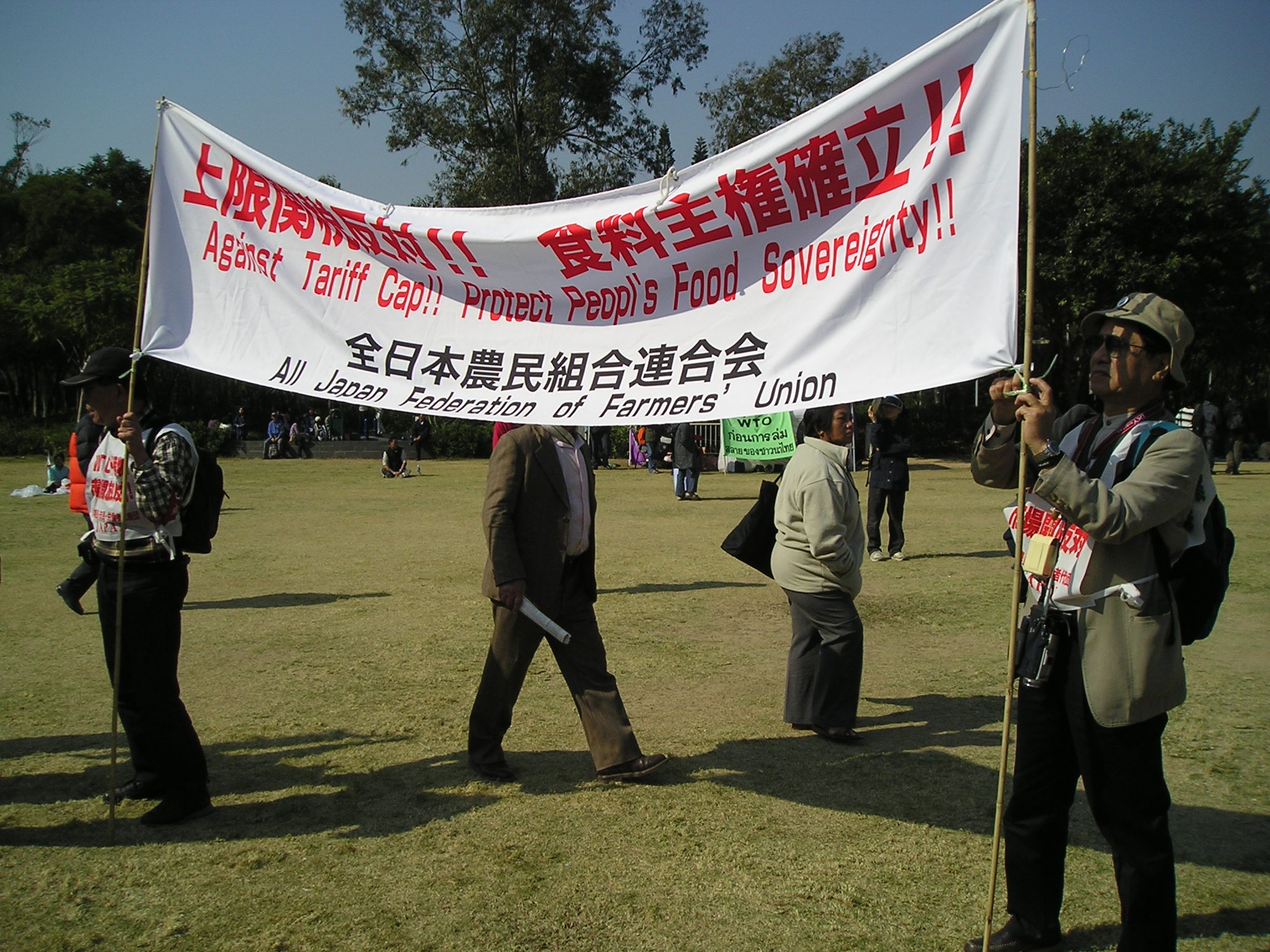
Manifestación para el mantenimiento del proteccionismo a la agricultura en Japón. Las protestas antiglobalización incluyen habitualmente la defensa de posiciones similares al mercantilismo.

Según Daniel Cohen, los recientes fracasos de las negociaciones en el seno de la OMC resultan reveladores de ese «mercantilismo ilustrado». Si las negociaciones de las anteriores etapas habían llegado a tener éxito, fue gracias a compromisos, a concesiones recíprocas y equitativas. Los países ricos aceptaban por ejemplo liberalizar el sector textil a cambio de ventajas en materia de servicios financieros concedidos por los países en vías de desarrollo. En cambio, tras la cumbre de Cancún en 2003, las negociaciones entre países ricos y pobres cambian de naturaleza. Los debates se focalizan en el tema agrícola en el que las oportunidades de un intercambio mutuamente beneficioso aparecieron imposibles. Lejos de ser un «juego de suma positiva», el comercio internacional aparece como un «juego de suma cero», el reto de la cumbre pasó a ser: «nuestros agricultores o los vuestros», como si las ganancias de una nación significaran pérdidas para otra.
El término neomercantilismo sirve para designar, casi siempre de modo peyorativo, las políticas contemporáneas que recuerdan las de los mercantilistas del siglo XVIII. Consisten casi siempre en medidas proteccionistas o en políticas comerciales agresivas en las que el Estado se implica para fomentar la competitividad de las empresas nacionales.
En el contexto de la mundialización, el neomercantilismo se basa en el concepto de «competencia mundial», lo que viene a ser una «guerra económica» entre los países. Se dice que la protección a las empresas nacionales y el apoyo a su competitividad en los mercados mundiales es provechosa para la economía nacional. Así algunas grandes potencias son acusadas de neomercantilistas cuando apoyan a su industria nacional por medio de subvenciones o de encargos estatales, a la vez que imponen cupos, tasas o normas a la importación, para proteger su mercado interior. El conflicto Boeing-Airbus, unido a las subvenciones que se atribuyen a cada una de sus empresas por parte de los gobiernos estadounidense (en forma de encargos) y europeos, puede ser visto como ejemplo de neomercantilismo.
El concepto de «guerra comercial» alimenta las campañas políticas de las grandes potencias económicas: hay que «hacer Europa para llegar al peso» decía un cartel del Partido Socialista Francés que presentaba a Europa frente a un luchador de sumo japonés y un obeso estadounidense durante la campaña electoral para el referéndum sobre el Tratado de Maastricht en 1992. Según algunos, esas políticas sirven de contrapeso para los efectos negativos de la globalización económica sobre la justicia social, mientras los economistas librecambistas opinan que favorecen intereses particulares de algunas industrias y perjudicando al interés general. Sin embargo, el concepto de preferencia comunitaria no es una realidad jurídica, ni siquiera económica. Si fue sancionado por el Tribunal de Justicia de las Comunidades Europeas el 13 de marzo de 1968 en materia de política agraria común (en función de un derecho de aduana sobre los productos procedentes de países terceros), pronto se topó con los objetivos del GATT. Hoy día sigue existiendo una tarifa exterior común que provoca a menudo duras discusiones entre los países miembros de la Unión Europea y la Organización Mundial de Comercio.